# Франсиско Кепеда
Франсиско Кепеда (шп. Francisco Cepeda, 8. март 1906. — 14. јул 1935) је бивши шпански професионални бициклиста у периоду од 1925. до 1935. Остварио је 22 победе у каријери. Возио је Тур де Франс три пута, а на Туру 1935. трагично је изгубио живот.

## Каријера
Кепеда је рођен у месту Сопуерто, у близини Билбаоа. Каријеру је почео 1925. у локалном клубу Сопуертас спорт. Прву победу остварио је на траци Гетко, у Баскији. Следеће године завршио је други на трци Гетко и четврти на трци Вуелта а Кантабрија. 1927. освојио је треће место на Рибера де Халон трци и на националном првенству, које је освојио Маурисио Емануел Мигел. 1928. није остварио победу, а 1929. освојио трке Гетко, Паскас у Памплони и Вуелта а Алава трку.
На крају 1929. организатор Тур де Франса, Анри Дегранж, увео је националне тимове, који су се на Туру нашли од 1930. године. Своје место у Шпанском националном тиму нашао је и Кепеда, поред Салвадореа Балбастреа, Висентеа Труебе, Валеранија Ријере, Жана Матеа, Хесуса Дермита и Николаса Тубауа. Кепеда је на осам етапа завршио у првих 10, а најбољи резултат било му је четврто место на етапама 13 и 18, а завршио је Тур на 27 месту. 1931. завршио је трећи на трци Вицаја у Билбау и други на трци Фијестас де Виторија у Баскији. На Тур де Франсу није био превише запажен, а напустио га је током етапе 20. Након Тура, освојио је седмо место на Вуелта Леванте трци.
1932. освојио је треће место на трци Вуелта а Алава. 1933. освојио је друго место на трци Фијестас де Виторија, треће на трци Синтурион де Билбао и осмо на Ируња у Навари. 1934. није имао запажених резултата. 1935. возио је по први пут Вуелта а Еспању и освојио је треће место на деветој етапи, у генералном пласману завршио је на 17 месту. Након Вуелте, возио је Тур де Франс по трећи пут. Победник из 1934. Антонен Мањ је напустио Тур након пада на спусту са Кол де Телеграфа. Током седме етапе, Кепеда је пао приликом спуста са Кол де Галибијеа, када је погрешно проценио лакат кривину и пао у провалију и фатално је разбио главу. Кепеда је преживео пад, али је умро приликом транспорта у болницу.